# Paronychia argentea
Paronychia argentea Lam. – gatunek rośliny z rodziny goździkowatych (Caryophyllaceae Juss.). Występuje naturalnie w basenie Morza Śródziemnego. Epitet gatunkowy argentea pochodzi z łaciny i oznacza srebrzysty, odnosząc się do koloru przylistków tej rośliny. 

## Rozmieszczenie geograficzne
Rośnie naturalnie w Morza Śródziemnego – w Europie Południowej, Afryce Północnej oraz Azji Zachodniej. Gatunek zaobserwowano między innymi w Portugalii, Hiszpanii (wliczając Wyspy Kanaryjskie), Francji, Włoszech, Grecji, Turcji, Armenii, na Cyprze, w Syrii, Libanie, Izraelu, Jordanii, Egipcie (również na półwyspie Synaj), Libii, Tunezji, Algierii oraz Maroku. We Francji zarejestrowano go w departamentach Allier, Alpy Nadmorskie, Aude, Delta Rodanu, Charente-Maritime, Korsyka Południowa, Górna Korsyka, Gard, Hérault, Landy, Loara Atlantycka, Morbihan, Pireneje Atlantyckie, Pireneje Wschodnie, Var, Vaucluse oraz Wandea, natomiast w departamencie Górna Sabaudia roślina ta wyginęła. We Włoszech występuje na Sardynii, Sycylii oraz w Kalabrii. Na Cyprze roślina spotykana jest na całej wyspie i ma tam status gatunku autochtonicznego. W Izraelu występuje powszechnie na Równinie Szaron, w Górnej i Dolnej Galilei, w Dolinie Hula, na Wzgórzach Golan, górze Hermon, w Dolinie Kinaret, na górze Karmel, w Dolinie Jezreel, na wzgórzach Gilboa, w Zachodniej Galilei, nad Zatoką Hajfy, na Równinie Filistyńskiej, w Samarii, w Dolinie Dolnego Jordanu, na Szefeli, Pustyni Judzkiej, Wyżynie Judzkiej oraz w północnej i południowej części pustyni Negew, natomiast jest rzadko spotykana we wschodniej części pustyni Negew, a bardzo rzadko w dolinie Bet Sze’an i dolinie Morza Martwego. Na Malcie uważa się ten gatunek za wymarły. 

## Morfologia
PokrójBylina płożąca o pnących pędach. Dorastająca do 5–10 cm wysokości.
LiścieNaprzeciwległe, małe, proste. Mają podłużny kształt. Blaszka liściowa jest całobrzega o spiczastym wierzchołku. Mają szarozieloną barwę, z czasem przebarwiając się na czerwono.
KwiatyMają białą barwę z żółtym środkiem. Mierzą 0,8–1 cm średnicy. Mają 5 małych działek kielicha z ostrymi lub spiczastymi wierzchołkami. Są pozbawione płatków. Przylistki są duże, przezroczyste, o srebrzystej barwie.
OwoceProste niełupki.
Gatunki podobneRoślina jest podobna do gatunku P. capitata, który charakteryzuje się bardziej owłosionymi liśćmi, które ciężko odrywa się od rośliny.

## Biologia i ekologia
Rośnie na wydmach i przy drogach, na podłożu piaszczystym i suchym. Występuje na wysokości do 1300 m n.p.m. Najlepiej rośnie w pełnym nasłonecznieniu. Preferuje podłoże o odczynie zasadowym. Kwitnie od maja do czerwca.